# Странные парочки
«Странные парочки» (иер. трад. 情逢敵手, упр. 情逢敌手, кант.-рус.: Чхин фун тик сау, англ. Mismatched Couples) — гонконгский комедийный мелодраматический боевик 1985 года, снятый Юнь Вопхином, в котором также исполнил главную роль наряду с Донни Йеном.

## Сюжет
Эдди увлекается боевыми искусствами и брейк-дансом. Однажды он знакомится с неудачником Мини, который на много лет старше его. Мини влюбляется в его старшую сестру Аин. В Эдди сильно влюблена его кузина Стелла, но парень тяготеет к Анне. В то же время заполучить руку и сердце Анны хочет Кенни, соперник Эдди по брейк-дансу. Кроме того Эдди преследует чемпион бокса Пауэр, чтобы узнать, кто из них сильнее.

## В ролях
| Актёр        | Роль                     |
| ------------ | ------------------------ |
| Донни Йен    | Эдди                     |
| Юнь Вопхин   | Мини                     |
| Вон Ваньси   | Аин, старшая сестра Эдди |
| Мэй Ло       | Стелла                   |
| Анна Камияма | Анна                     |
| Дик Вэй      | чемпион бокса Пауэр      |
| Мэнди Чань   | цветной панк             |
| Кенни Перес  | Кенни                    |
| Ширди Тан    | Линн                     |

## Кассовые сборы
Фильм собрал 6 617 877 гонконгских долларов в период театрального проката в Гонконге с 3 по 16 апреля 1985 года.

## Отзывы
Борис Хохлов с сайта hkcinema.ru, оценивший фильм на 6 баллов из 10, считает, что сценарий фильма плох, юмор получился не смешным и нет «толкового экшена», но при этом критику понравилась танцевальная часть, за которую он особенно хвалит Донни Йена.